# هنری بورن
هنری بورن (انگلیسی: Henry C. Bourne, Jr.; ۳۱ دسامبر ۱۹۲۱ – ۲۵ مارس ۲۰۱۰) یک دانشمند بود. وی عضو پیوسته انجمن مهندسان برق و الکترونیک بود.